# Francis Burt (Komponist)
Francis Burt (* 28. April 1926 in London; † 3. Oktober 2012 in Hartberg) war ein britisch-österreichischer Komponist.

## Leben
Burt absolvierte nach dem Besuch der St. Edward’s School in Oxford (1944 bis 1945) im Rahmen einer Offiziersausbildung einen Kurs als Ingenieur an der Universität Cambridge und diente von 1946 bis 1947 als Oberleutnant in Nigeria. Anschließend studierte er bis 1951 an der Royal Academy of Music, wo er Kompositionsschüler von Howard Ferguson wurde. Daneben besuchte er die Summer School of Music in Bryanston und Dartington. Anschließend war er an der Musikhochschule Berlin Kompositionsschüler von Boris Blacher.
Nach je einem Jahr Aufenthalt in Rom und London übersiedelte Burt im Jahr 1956 nach Wien. Von 1973 bis zu seiner Emeritierung im Jahr 1992 war Burt Professor für Komposition an der Musikhochschule Wien, wo er außerdem von 1989 bis 1991 das Institut für Elektroakustik leitete. Im Jahr 1987 war Burt Organisator der 1. Langen Nacht der neuen Klänge im Wiener Konzerthaus.
Francis Burt wurde am Wiener Zentralfriedhof bestattet.

## Auszeichnungen
- 1981: Preis der Stadt Wien für Musik[5]
- 1992: Großes Silbernes Ehrenzeichen für Verdienste um die Republik Österreich[6]

## Werke (Auswahl)

### Ensemblemusik
- Streichquartett, op. 2 (1951–1952)[7]
- Musik für zwei Klaviere (1953)[7]
- Duo – für Klarinette und Klavier, op. 7 (1954)[7]
- For William – für 9 Spieler (1988)[7]
- Echoes – für 9 Spieler (1988–1989)[7]
- Für Alfred Schlee – Ein postmoderner Geburtstagsgruß für Streichquartett (1991)[7]
- Hommage à Jean-Henri Fabre – Eine bukolische Fantasie, für 5 Spieler (1993–1994)[7]
- Streichquartett II (1993–1994)[7]
- Bavarian Gentians – für Kammerchor und 6 Instrumentalisten (2001)[7]
- Variationen eines alten Liedes – für Klarinette, Akkordeon, Viola und Kontrabass (2012)[7]

### Orchestermusik
- Jamben – für Orchester (1953)[7]
- The Skull – Kantate für Tenor und Orchester, revidierte Fassung, op. 6 (1955)[7]
- Espressione Orchestrale – für Orchester (1958–1959)[7]
- Der Golem – Ballett in einem Bild von Erika Hanka, Yvonne Georgi und Francis Burt, op.  11 (1959–1963)[7]
- Fantasmagoria – für Orchester, op. 12 (1963)[7]
- Unter der blanken Hacke des Monds – für Bariton und Orchester nach Gedichten von Peter Huchel (1974–1976)[7]
- Und GOtt der HErr sprach – Betrachtungen nach einer goldenen Hochzeit für Mezzosopran, Bariton, Bass, zwei gemischte Chöre und großes Orchester (1983)[7]
- Morgana – 5 Bilder für Orchester (1985–1986)[7]
- Blind Visions – für Oboe und kleines Orchester (1995)[7]
- Mohn und Gedächtnis (für Paul Celan) – für Ensemble (2010)[7]

### Vokalmusik
- Two songs of David – für Chor a cappella, op. 1 (1951)[7]
- Mariens Wiegenlied – für Chor a cappella (2011)[7]

### Opern
- Volpone or The Fox – Oper in vier Akten nach dem Schauspiel von Ben Johnson, op. 9 (1952–1961)[7]
- Barnstable oder Jemand auf dem Dachboden – Oper in einem Akt nach dem Schauspiel „Barnstable“ von James Saunders in der Übersetzung von Hilde Spiel, op. 13 (1967–1969)[7]
- Mahan – Oper in sieben Bildern nach einem Libretto von Richard Bletschacher (1996–2007)[7]

### Sololiteratur
- Three little piano pieces for J. J., (1949)[7]